# Kirigami

St. Paul's Cathedral uitgewerkt in kirigami.

Kirigami (Japans: 切り紙, Hepburn: kirigami) is een variatie van de Japanse kunstvorm origami. In tegenstelling tot origami, wordt bij het beoefenen van kirigami papier niet enkel gevouwen maar ook gesneden of geknipt. Soms wordt kirigami ook geschaard onder de papierknipkunst. Het bekendste voorbeeld van kirigami zijn de uitklapbare wenskaarten, waarbij een figuur zich ontvouwt wanneer de kaart wordt opengeslagen. Buiten decoratieve doeleinden wordt kirigami onder andere ook toegepast — met andere materialen dan papier — in de ruimtevaart, architectuur, en de verpakkingsindustrie, dit vanwege de ruimtebesparende eigenschappen van kirigami.

## Etymologie
Het woord kirigami is de romaji-transliteratie van de kanji 切 [ki], het Hiragana-karakter り [ri] en de kanji 紙 [kami]. Het is een samenstelling bestaande uit het werkwoord kiri en het zelfstandig naamwoord kami. De samenstelling begint met het werkwoord 切り [kiri] "knippen", waarbij de kanji: 切 wordt gelezen als 'ki' in de kun-lezing; het hiragana-karakter り [ri] is een vervoegingsuitgang. De samenstelling wordt gecomplementeerd door het zelfstandig naamwoord: 紙 [kami] "papier", eveneens gelezen in de kun-lezing. Doormiddel van rendaku verandert de stemloze 'k' in een stemhebbende velaire plosief wanneer kami de secundaire positie inneemt van een samenstelling en wordt in de romaji-transliteratie geschreven als een 'g'. Kirigami kan worden vertaald als: papier knippen.

## Ontstaan

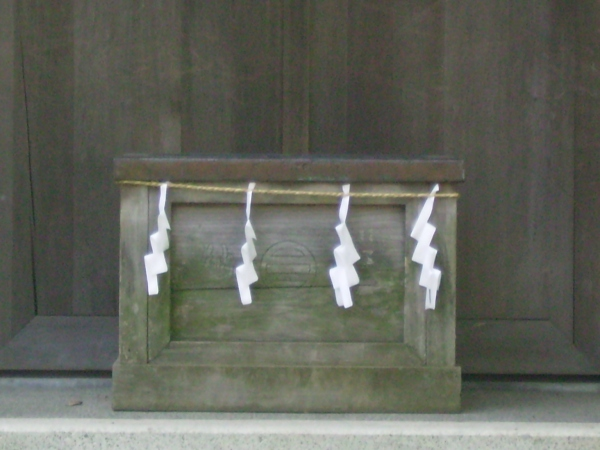
Bliksemschichtgevormde kirigami om boze geesten te verjagen, nabij het graf van Minamoto no Yoritomo.

Kirigami is, net als origami, voortgekomen uit de papierknipkunst in China, ook wel bekend als|: jiǎnzhǐ (Mandarijn: 剪纸; pinyin: [jiǎnzhǐ]). Het oudste gebruik van kirigami was tijdens religieuze ceremonies in tempels, voornamelijk jinja's, dit zijn heiligdommen binnen het shintoïsme. Tegenwoordig gebeurt dit nog altijd met voornamelijk kirigami in de vorm van bliksemschichten.

## Galerij

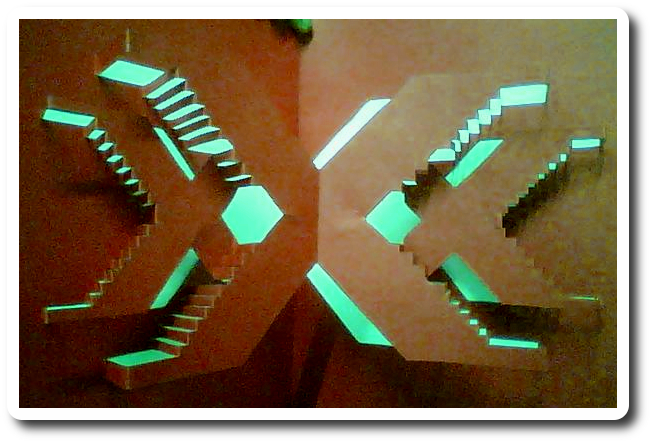
Kirigamikunst door Bharath Kishore, geïnspireerd op de openingsscene in de film xXx.
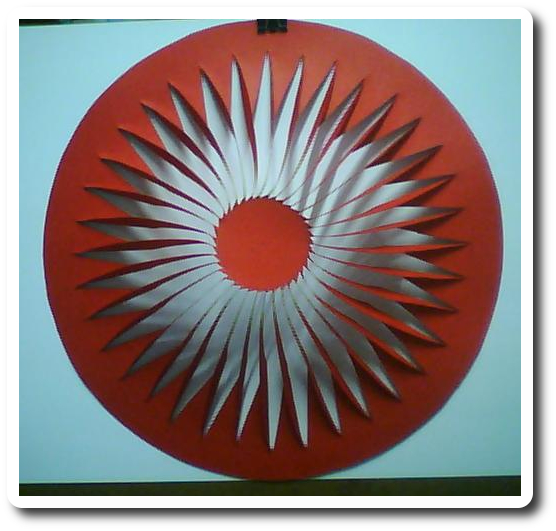
Kirigamikunst door Bharath Kishore, geïnspireerd op het werk van Frans origamikunstenaar Éric Joisel.
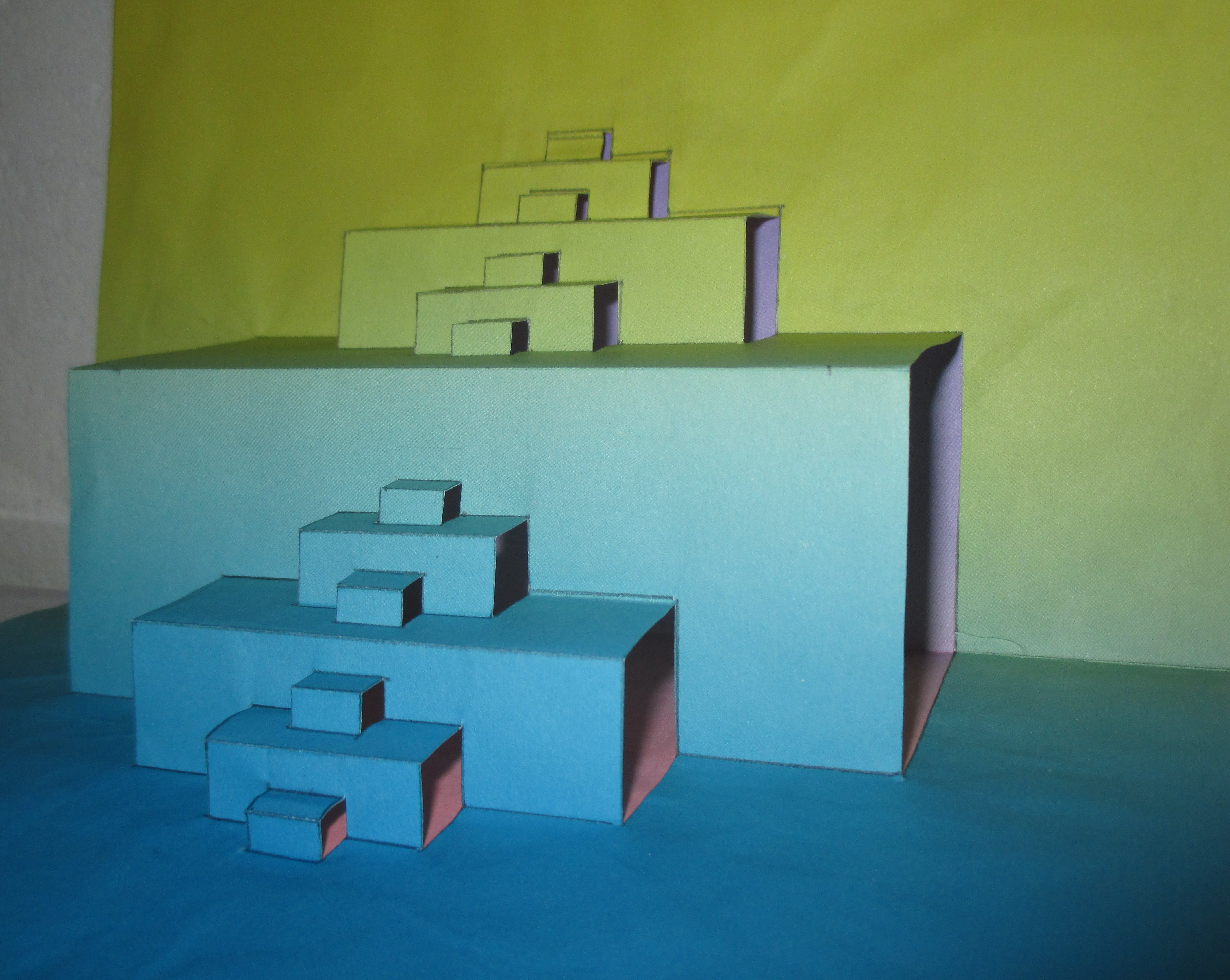
Kirigamifractal
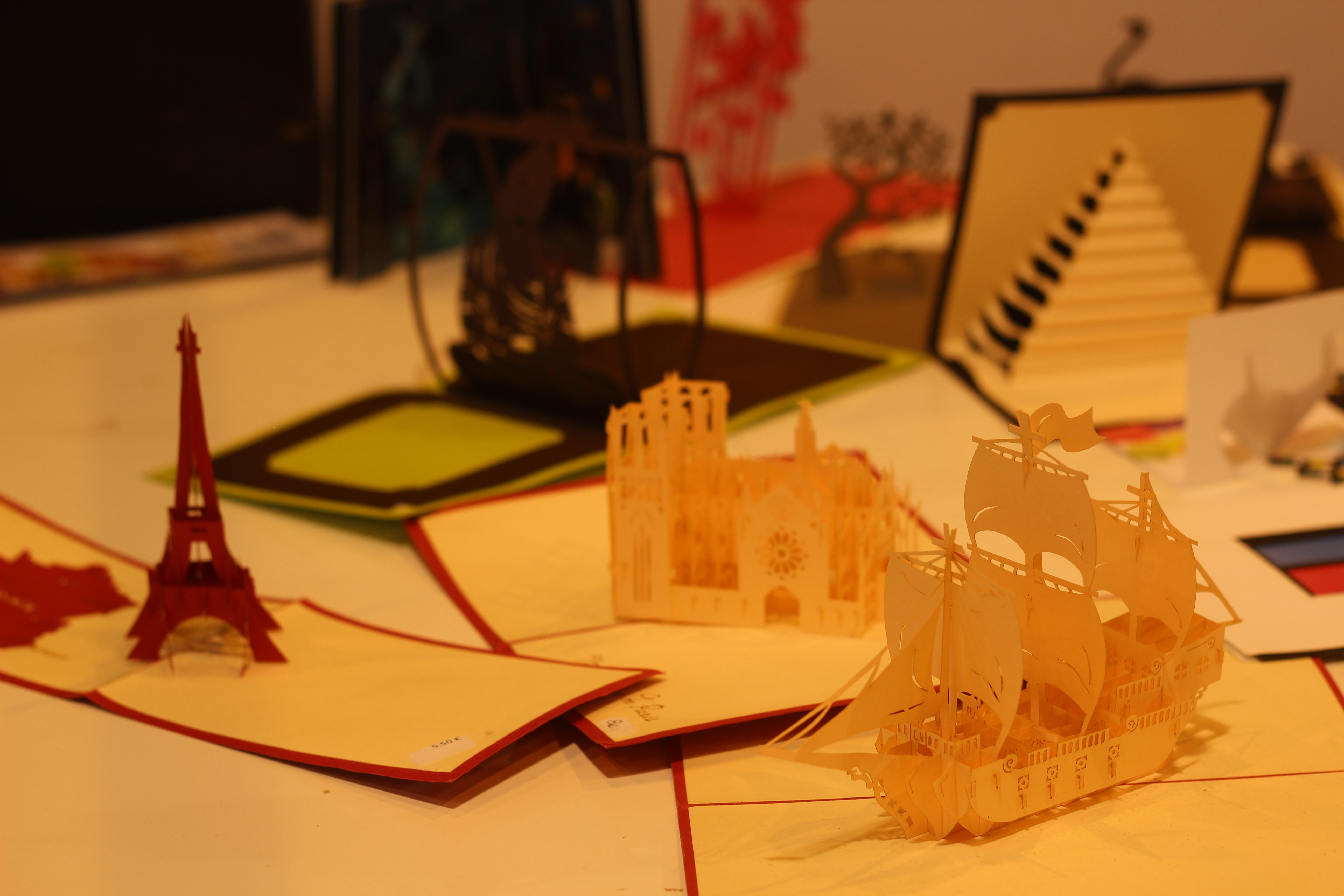
Kirigami-opstelling op boekenbeurs: Salon du livre de Paris 2015.